# Coemansia spiralis
Coemansia spiralis är en svampart som beskrevs av Eidam 1888. Coemansia spiralis ingår i släktet Coemansia och familjen Kickxellaceae.   Inga underarter finns listade i Catalogue of Life.